# Texelgruppe
Die Texelgruppe ist eine Untergruppe der Ötztaler Alpen in Südtirol, Italien. Sie ist in weiten Teilen im Naturpark Texelgruppe unter Schutz gestellt.
Im Süden wird die Gruppe vom Vinschgau und dem Meraner Talkessel, im Osten von Passeier und im Westen vom Schnalstal begrenzt. Die Grenze zum nördlich gelegenen Schnalskamm bildet das Pfossental westlich des Eisjöchls. Nordöstlich davon scheidet das Pfelderer Tal die Texelgruppe vom Gurgler Kamm.  Höchste Erhebung der Texelgruppe ist das Roteck mit 3337 m s.l.m., weitere bekannte Gipfel sind die Texelspitze (3318 m), die Hochweiße (3281 m), der Lodner (3219 m) und der Tschigat (2998 m). Eine vollständige Liste aller Dreitausender findet sich in der Liste der Dreitausender in der Texelgruppe.
Intern gegliedert ist die Texelgruppe durch mehrere Hochgebirgstäler, von denen das Zieltal, das Spronser Tal, das Kalmtal und das Lazinser Tal die bedeutendsten sind.
Der Name Texelgruppe entstand erst um die Mitte des 19. Jahrhunderts. Er soll von Peter Karl Thurwieser geprägt worden sein, der bei seiner Besteigung des Similaun die Texelspitze als dominanten Hauptgipfel der Gebirgsgruppe identifizierte anstatt des etwas höheren Rotecks, und dementsprechend die umliegenden Berge nach der Texelspitze benannte. Weitere Verbreitung verdankte der Name schließlich den Publikationen von Ludwig Purtscheller, Theodor Petersen und vor allem Eugen Guido Lammer.
Rund um die Texelgruppe führt der etwa 90 km lange Meraner Höhenweg, der in fünf bis acht Tagesetappen begangen werden kann.